# Per fare una leggiadra sua vendetta
Per fare una leggiadra sua vendetta è la seconda lirica (RVF 2), nonché il sonetto II (2), del Canzoniere di Francesco Petrarca, nel quale l'autore allude al primo momento in cui ha visto Laura, raccontando metaforicamente del suo immediato innamoramento attraverso uno scontro col dio dell'amore.
È considerato da una parte di critica complementare al sonetto successivo, Era il giorno ch'al sol si scoloraro (RVF 3), poiché Petrarca in entrambe le poesie parla della stessa scena, ma con due prospettive spazio-temporali diverse: l'RVF 2 è collocato in una posizione mitica, a-spaziale e a-temporale; mentre il l'RVF 3 ha una collocazione terrena e cristiana, precisa e lineare. Inoltre, nell'RVF 2 l'autore è preparato allo scontro con Amore; mentre nell'RVF 3 viene colto impreparato. Per queste ragioni, altri considerano la complementarità dei due sonetti più apparente che reale. In entrambi i sonetti, comunque, Laura non viene ancora nominata, anche se viene invocata per la prima volta nella lirica successiva.
Il sonetto narra di Amore che vuole vendicarsi delle offese di Petrarca, ossia di tutte quelle occasioni in cui il poeta ha rifiutato di innamorarsi, disprezzando Amore e ritenendosi superiore (e paragonandosi al dio della poesia). Amore, perciò, riprende il suo arco per mettere in atto l'agguato definitivo contro il poeta. Petrarca è pronto alla difesa del cuore e degli occhi, attraverso la forza di volontà, ma questa volta Amore vince. Già dopo il primo assalto, il poeta è sconfitto e non riesce né a prendere le armi per il contrattacco e la difesa né a salire sul colle (probabilmente sul Monte Ventoso) che potrebbe salvarlo dallo strazio: ormai è condannato a vita all'innamoramento per Laura. Si tratta di uno strazio perché, come si apprende dal sonetto successivo, l'amore di Petrarca per Laura non può essere corrisposto.

## Testo
| Testo | Parafrasi |
| --- | --- |
| Per fare una leggiadra sua vendetta et punire in un dí ben mille offese, celatamente Amor l’arco riprese, come huom ch’a nocer luogo et tempo aspetta. Era la mia virtute al cor ristretta per far ivi et ne gli occhi sue difese, quando ’l colpo mortal là giú discese ove solea spuntarsi ogni saetta. Però, turbata nel primiero assalto, non ebbe tanto né vigor né spazio che potesse al bisogno prender l’arme, overo al poggio faticoso et alto ritrarmi accortamente da lo strazio del quale oggi vorrebbe, et non pò, aitarme. | Per vendicarsi con abilità ed eleganza e punire in una sola volta le tante offese (a lui rivolte), Amore (il dio dell'amore) riprese il suo arco di nascosto, come chi aspetta l'occasione giusta per nuocere (come chi prepara un agguato). La mia forza di volontà era concentrata nel cuore per proteggerlo (dall'assalto) e proteggere gli occhi, quando il colpo mortale si conficcò là in fondo (al cuore) dove ogni (altra) freccia solitamente perdeva la punta (fallendo). Perciò (la mia volontà), scossa dal primo assalto, non ebbe né la forza né il tempo per prendere le armi necessarie (alla difesa), né sul colle alto e difficile da scalare (il colle della virtù) (la mia volontà ebbe modo) di salire per curarmi abilmente dallo strazio (d'Amore) contro cui oggi (il colle) mi aiuterebbe, ma non può (più) farlo. |

## Analisi strutturale
Il sonetto è costituito da 14 versi, tutti in endecasillabi, divisi in quattro strofe: 2 quartine e 2 terzine. Le rime sono costruite secondo lo schema metrico ABBA, ABBA; CDE, CDE.

### Figure retoriche
- un'iperbole al verso 2: «mille»;
- la personificazione della parola "Amor" al verso 3;
- un'allitterazione della "s" nel verso 8: «solea spuntarsi … saetta».

### Le strofe
A differenza dei sonetti petrarcheschi più famosi, descrittivi e introspettivi, questo descrive una situazione dall'azione più movimentata e dinamica. Come da convenzione, è diviso in due parti, e il passaggio dalla prima alla seconda parte è tra la terza e quarta strofa. A seguire, è proposta l'analisi delle strofe:
- Il protagonista della prima strofa è solo Amore, il quale — indispettito dall'arroganza di Petrarca — si sta preparando al prossimo assalto contro il poeta.
- Ora, nella seconda strofa, il protagonista diventa la forza di volontà dell'io lirico (ossia indirettamente il poeta stesso), che si sta preparando alla prossima difesa; ma a metà strofa si passa al dardo di Amore che centra il bersaglio, dove ogni altra freccia aveva fallito.
- Amore, vincendo, sparisce dalla narrazione nella terza strofa: perciò il protagonista torna a essere la forza di volontà del poeta, sconfitta, che non riesce a prendere le armi.
- Tra la terza e la quarta strofa, in cui il protagonista rimane la forza di volontà, avviene il passaggio dallo scontro a un concetto più ampio e caro al poeta: l'impossibilità di raggiungere il colle della virtù, poiché il poeta — sconfitto da Amore — è destinato ad amare una creatura mortale, non riesce a staccarsene, e ciò va in contrasto con l'amore per Dio che è eterno, e solo con l'aiuto della fede potrebbe scalare il colle e porre rimedio allo strazio appena subìto. Petrarca, insomma, è destinato a vivere la propria fede in modo conflittuale, messa in dubbio dall'amore per Laura.

## Analisi stilistica

### La narrazione mitica
La scelta del mito, che immerge la vicenda in un contesto a-spaziale e a-temporale, può alludere a una ripetizione infinita del processo: Petrarca è destinato a ripetere più volte il suo sbaglio, inseguendo una creatura mortale e allontanandosi dal creatore, malgrado abbia provato a resistere e a staccarsene. Perciò, a differenza di Dante, Petrarca incarna la crisi dell'uomo del suo tempo, quando molte credenze assodate venivano messe in dubbio, compresa la costruzione teologica.
I personaggi presenti sono solo l'io lirico e il dio dell'amore. Ciò va in contrasto col sonetto successivo, dove la narrazione diventa terrena e compare per la prima volta Laura: si passa dalla dimensione mitica, eterna e imperitura alla dimensione temporale, mortale e cristiana.

### Ilpreparatus animus
Qui l'io lirico è pronto a ricevere gli strali di Amore e, nonostante le difese preparate, Amore riesce comunque a colpirlo. Petrarca tralascia per il momento Laura per concentrarsi unicamente sulla sua interiorità, da cui partirà un percorso di redenzione lungo tutto il Canzoniere.
Secondo Petrarca, analizzando le terzine, la sola forza di volontà non è sufficiente per resistere all'amore terreno, visto soprattutto come peccaminoso e in contrasto all'amore per il creatore. L'uomo da solo, per Petrarca, non può sottrarsi da questo desiderio: la ragione da sola non è in grado di aiutarlo, ma serve anche l'intervento della fede. Questa tematica — di fare andare fede e ragione a braccetto — si rifà soprattutto a Dante Alighieri e a Tommaso d'Aquino.
L'impossibilità di salire e trincerarsi sul poggio sicuro e sopraelevato, al fine di difendersi da Amore, è descritta anche nella lettera dell'Ascesa al monte Ventoso, in cui il fratello Gherardo riesce a scalare il monte senza troppe difficoltà, perché ha abbandonato l'attaccamento materiale e il suo spirito è rivolto solo a Dio.

### La donna angelo materiale
Nel sonetto Petrarca è impossibilitato a staccarsi dai beni materiali per trovare la fede, con cui potrebbe scalare il monte e salvarsi. Tra tutti questi beni, il più importante è la donna che è destinato ad amare, dopo aver perso contro Amore: Laura (che ancora non compare) rappresenterà, lungo la raccolta, una donna angelo diversa dagli stilnovisti, perché sarà sì trasfigurata con sembianze angeliche, ma perderà la funzione salvifica di intermediario tra l'uomo e Dio, rimanendo una donna terrena tra le cose terrene da cui il poeta non riesce a staccarsi. Laura, nella poetica petrarchesca, assume una mera funzione di topos letterario: e sebbene Petrarca comprenda comunque, attraverso Laura, la necessità di entrare in contatto con il divino, non riesce a dare alla sua donna angelo il significato teologico, filosofico e di distacco, a differenza di Dante.

### L'uso del linguaggio militare
Petrarca fa uso del linguaggio militare medievale per comporre questo sonetto. Il codice militare collegato al tema amoroso è tratto dai poeti elegiaci (come Tibullo, Properzio e Ovidio), che qui viene modificato e adattato in chiave cristiana, proprio come era successo in alcuni passi dell'inferno dantesco.
Nel sonetto Petrarca utilizza:
- Celatamente Amor l’arco riprese,/ come huom ch’a nocer luogo et tempo aspetta per presentare Amore come un abile e fine stratega, che si vendica attendendo il momento opportuno, appunto come chi aspetta l'occasione giusta per attaccare. Il tema dell'arco e delle saette viene ripreso nel sonetto successivo.
- Era la mia virtute al cor ristretta/ per far ivi et ne gli occhi sue difese per intendere che lui si è preparato come un soldato pronto alla difesa.
- Primiero assalto, ossia il primo assalto, per fare riferimento agli assalti, ossia alle tante fasi con cui erano divisi i duelli cui partecipavano i soldati: ogni assalto era una prova da superare per poi ottenere una ricompensa, come il bacio della donna amata. Nel sonetto Petrarca dice che lui ha già perso (contro Amore) nel primo assalto.
- Poggio faticoso et alto per intendere una posizione sopraelevata di difesa, dove i soldati possono difendere molto meglio una postazione ed essere in vantaggio rispetto a chi si trova in basso. Qui Petrarca non riesce a raggiungere il poggio.

### Gli stilemi classici
La vendetta di Amore contro Petrarca richiama il mito di Apollo e Dafne, in cui Cupido si vendica di Apollo. Petrarca si paragona ad Apollo, il quale si ritiene superiore all'amore, pensa di esserne immune e più volte offende Cupido, dicendo che i suoi strali sono inefficaci: l'arroganza di Apollo viene punita da Cupido con una freccia d'oro, la quale è richiamata qui dal colpo mortal. Un altro collegamento tra Petrarca e Apollo sta nel fatto che quest'ultimo era anche il dio della poesia.